# 毛脉显柱南蛇藤
毛脉显柱南蛇藤（学名：Celastrus stylosus var. puberulus）为卫矛科南蛇藤属显柱南蛇藤的变种。分布在中国大陆的安徽、浙江、江苏、江西、广东、湖南等地，生长于海拔350米至1,000米的地区，见于山谷林中，目前尚未由人工引种栽培。